# Berchemia philippinensis
Berchemia philippinensis är en brakvedsväxtart som beskrevs av António José Rodrigo Vidal. Berchemia philippinensis ingår i släktet Berchemia och familjen brakvedsväxter. Inga underarter finns listade i Catalogue of Life.